# Nex Machina
Nex Machina es un videojuego desarrollado y publicado por Housemarque. El juego fue lanzado el 20 de junio de 2017 para la consola de videojuegos PlayStation 4 y Microsoft Windows. El veterano diseñador de juegos de arcade, Eugene Jarvis, es un consultor creativo en el proyecto.

## Jugabilidad
Nex Machina es un juego de disparos gemelos que se reproduce desde una perspectiva de arriba hacia abajo. Los jugadores se mueven a través de salas disparando olas de enemigos mientras intentan salvar a los humanos. Las mejoras de armas se dispersan a lo largo de los niveles.

## Desarrollo

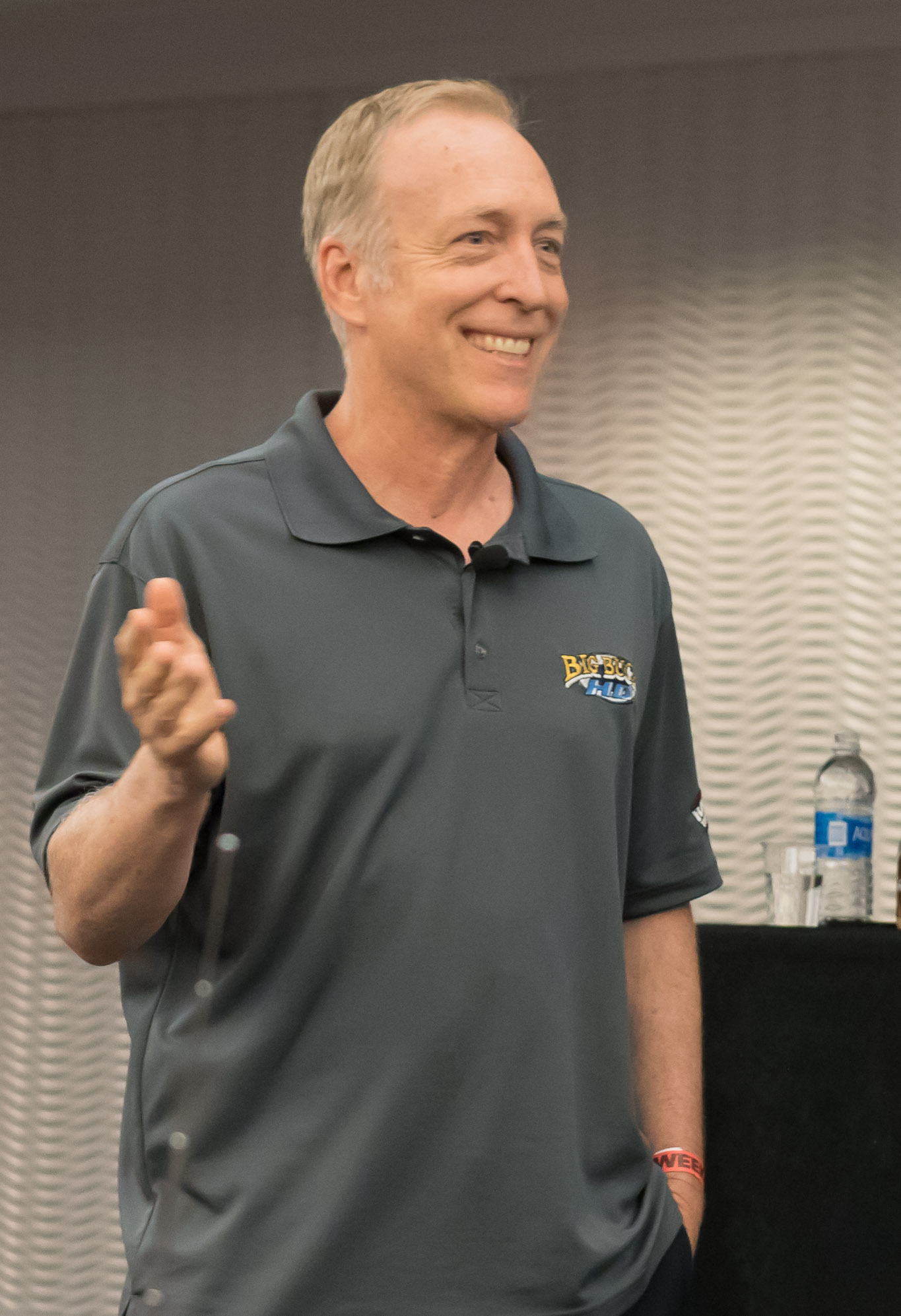
Jarvis en 2016.

Nex Machina fue desarrollado por el estudio de videojuegos finlandés Housemarque con el diseñador Eugene Jarvis como consultor creativo. Jarvis es conocido por su papel en el diseño de arcade Matamarcianos como Defender (1981), Robotron: 2084 (1982) y Smash TV (1990). En el 2014 D.I.C.E. Premios, los fundadores de Housemarque Ilari Kuittinen y Harri Tikkanen se reunieron con Jarvis y le preguntó si estaría interesado en colaborar en un juego. Los juegos de Jarvis, especialmente Robotron, fueron una fuente de inspiración para el juego 2013 de Housemarque Resogun. Para el diseño de Nex Machina, combinaron elementos de los anteriores Matamarcianos de Jarvis y Resogun. El equipo de desarrollo experimentó con diferentes configuraciones para la mecánica de disparo del juego. Siguieron una filosofía de diseño diferente a su Alienation de juego de 2016 eligiendo no incorporar sistemas de progresión de personajes en Nex Machina.
Nex Machina es impulsado por una versión significativamente mejorada del motor de juego y la tecnología de voxel que se utilizó para Resogun. La inclusión de una técnica de renderizado volumétrico conocida como Campos de Distancia Firmados permite una transición suave entre mallas 3D complejas y partículas de voxel para darles más flexibilidad en cómo los objetos aparecen en la pantalla. El estudio llamó a su estilo de arte para el juego como una toma más oscura en cyberpunk. 

## Lanzamiento
Nex Machina fue presentado en la PlayStation Experience en diciembre de 2016. Housemarque firmó un acuerdo con Sony Interactive Entertainment para llevar el juego a la consola de videojuegos PlayStation 4. En marzo de 2017, Housemarque anunció que el juego también será lanzado en los ordenadores personales basados en Windows. Nex Machina fue lanzado en 2017. Es el primer juego autopublicado de Housemarque. Housemarque también está considerando la creación de una máquina de arcade Nex Machina con la compañía de Jarvis Raw Thrills.